# Anna Gual Rovirosa
Anna Gual Rovirosa (Barcelona, 30 de mayo de 1996) es una waterpolista española que juega en el CN Mataró de la División de Honor femenina y en la selección española.

## Trayectoria
Consiguió la medalla de plata en el Mundial de Budapest 2017
y el bronce en el Europeo de Barcelona 2018.